# Porsanger
Porsanger (nordsamisch: Porsáŋgu; kvenisch und finnisch: Porsanki) ist eine norwegische Kommune in der Provinz (Fylke) Finnmark.
In der 4.874 km² großen Gemeinde leben 3896 Einwohner (Stand 1. Januar 2025). Die Kommune grenzt an die Nachbargemeinden Hammerfest, Måsøy, Nordkapp, Lebesby, Tana, Karasjok und Alta.
Der wichtigste Ort ist Lakselv (samisch: Leavdnja; finnisch: Lemmijoki), wo sich auch das administrative Zentrum der Kommune befindet. Benannt ist die Kommune nach dem Porsangerfjord, welcher in die Barentssee mündet.
Seit dem 1. Januar 2004 hat Porsanger, in dem Norweger, Samen und Kvenen leben, als erste und einzige Kommune in Norwegen drei gleichgestellte Namensformen. Außerdem ist sie die einzige offiziell trikulturelle und dreisprachige Kommune in Norwegen.
Besucher, die auf dem Landweg zum Nordkap reisen, müssen die Kommune Porsanger durchqueren.

## Wappen
Beschreibung: In Rot drei springende silberne Rentiere.

## Persönlichkeiten
- Åsunn Lyngedal (* 1968), Juristin und Politikerin

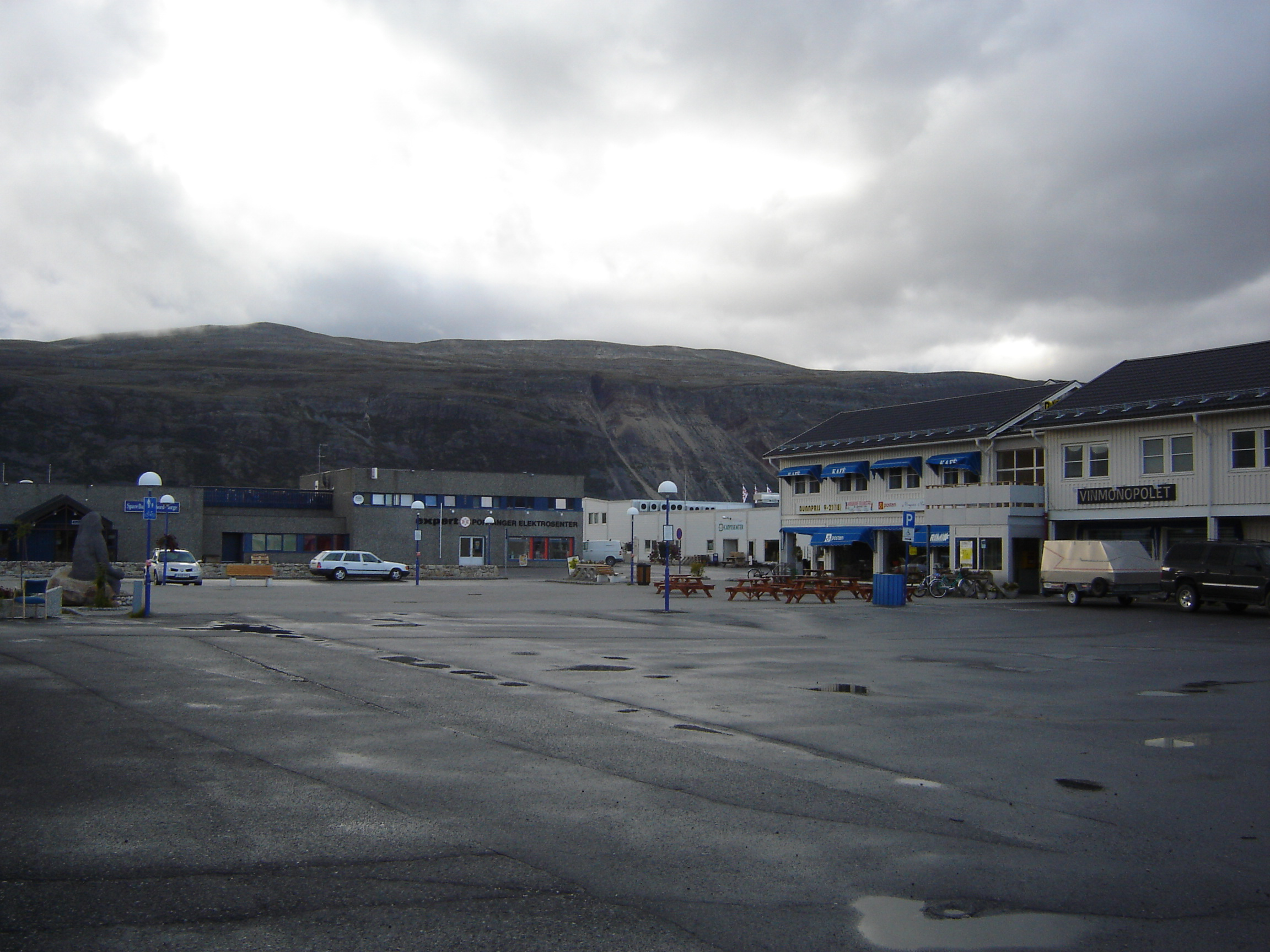
Lakselv, das Gemeindezentrum von Porsanger
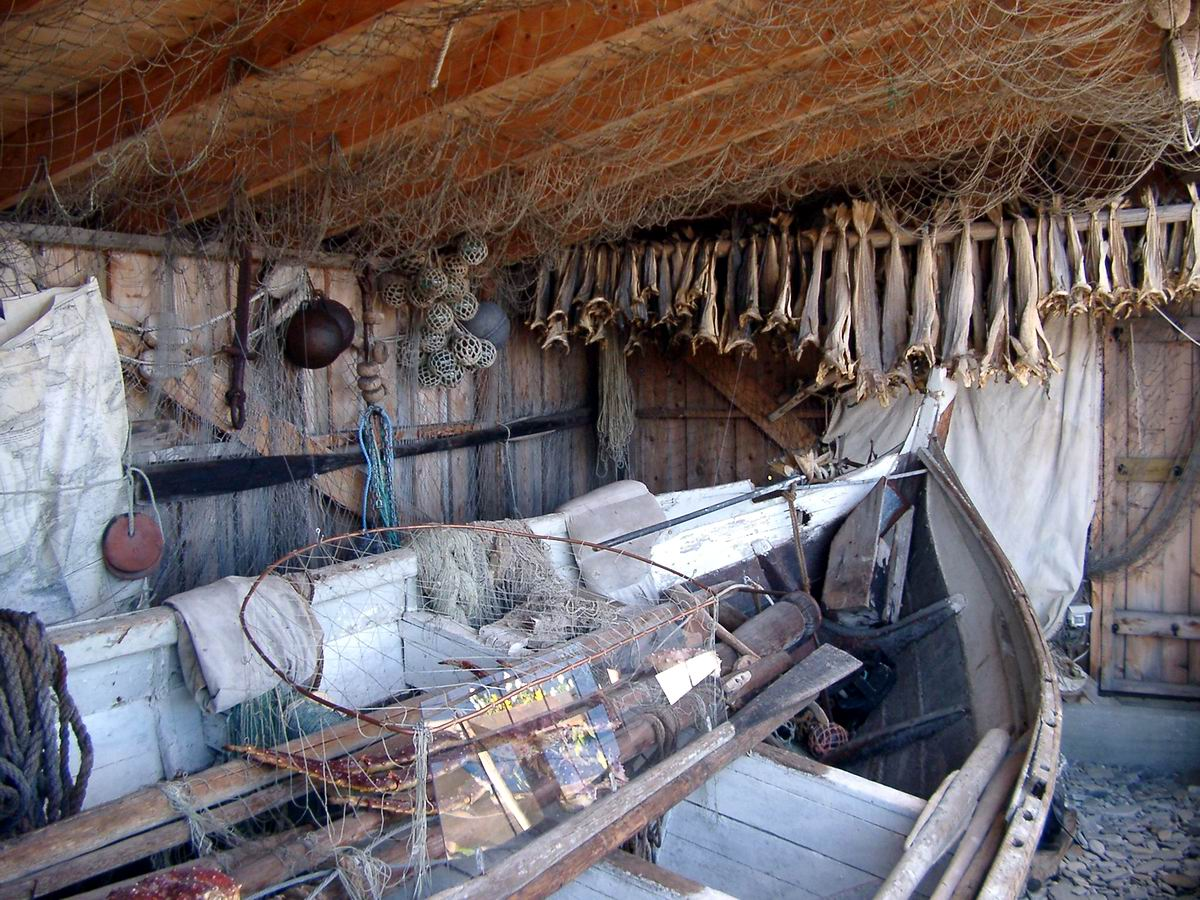
Stockfischtrocknung am Porsangerfjord
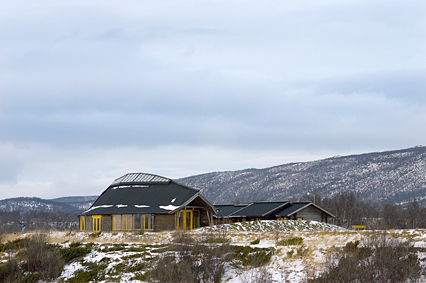
Kvenisches Sprachinstitut